# Кендерли (озеро)
Кендерли (каз. Кендірлі) — озеро в районе Беимбета Майлина Костанайской области Казахстана. Находится в 8 км к северу от села Павловка.
По данным топографической съёмки 1944 года, площадь поверхности озера составляет 8,33 км². Наибольшая длина озера — 3,9 км, наибольшая ширина — 2,7 км. Длина береговой линии составляет 12,6 км, развитие береговой линии — 1,22. Озеро расположено на высоте 189,8 м над уровнем моря.